# Stone Harbor
Stone Harbor is een plaats (borough) in de Amerikaanse staat New Jersey, en valt bestuurlijk gezien onder Cape May County.

## Demografie
Bij de volkstelling in 2000 werd het aantal inwoners vastgesteld op 1128.
In 2006 is het aantal inwoners door het United States Census Bureau geschat op 1039, een daling van 89 (-7.9%).

## Geografie
Volgens het United States Census Bureau beslaat de plaats een oppervlakte van
5,2 km², waarvan 3,7 km² land en 1,5 km² water. Stone Harbor ligt op ongeveer 0 m boven zeeniveau.

## Plaatsen in de nabije omgeving
De onderstaande figuur toont nabijgelegen plaatsen in een straal van 12 km rond Stone Harbor.